# 日月盾牌
日月盾牌（邵語：Rifiz），是台灣邵族的傳統文物，象徵著最高祖靈，會在邵族的年祭上出現。

## 傳說與象徵
傳說過去日月盾牌由邵族的祖先所擁有，他們利用它在和外族進行的戰鬥中保護自己，並且取得勝利，日月盾牌便就此流傳下來，以紀念祖靈的英勇，象徵著最高祖靈。

## 現況
目前日月盾牌只有邵族的陳家長老擁有，平常至於家屋中，在邵族的年祭（農曆八月前半段，又稱豐年祭）期間，邵族人會在「甜酒祭祖靈儀式」（約在農曆十五日前後）後，由陳姓或高姓家族將日月盾牌從陳家家屋內迎出，族人則會跟在爐主之後搭肩排成一列，呼喚祖靈的名稱並吟唱歌謠，最後迎入搭建好的祖靈屋中供奉，稱為牽田儀式，並且在祖靈屋前持續唱歌跳舞，象徵祖靈降臨於盾牌之中，學者指出此時日月盾牌不僅是最高祖靈、甚至是所有氏族祖靈的綜合體；到了年祭中的「最後祭儀」（mulalu mingrigus）時，爐主會揹著日月盾牌，迎請祖靈前往各戶人家祈福，主要的祈福過程為：
1. 家戶男主人在屋前迎接，觸摸盾牌（女性不可以摸）。
2. 陳、高二長老帶領隊伍進入家中正廳、客廳繞一圈，將盾牌放在供桌供奉（漢人不可以進入正廳）。
3. 隊伍的成員在廳內和門外前埕圍成一圈唱跳，主人以酒食招待隊伍。

年祭結束後，日月盾牌會被放回陳家正廳裡安置。

## 軼事
根據陳家家族成員陳修心所說，過去日月盾牌曾經在祭典上被喝酒的人因力道控制不好而打裂，因此後來又新做了一個，另外之前有一次年祭結束後忘了把日月盾牌拿回來，結果當晚就發生了地震，被認為是祖靈生氣了。